# Недельо Меслеков
Недельо (Дечо) Атанасов Меслеков е копривщенски гимназиален учител, директор на Социални грижи, музеен и читалищен деятел, кмет на Община Копривщица.
Недельо Меслеков по времето, когато е бил директор на гимназията е близък приятел с Джоко Радивоевич, Тодор Тумангелов, уредника на къща-музей „Любен Каравелов“, с художника Сашо Божинов и Димитър Пиронков – тогава директор на Дирекцията на музеите.
Дирекция на музеите, под патронажа на Община Копривщица и с участие на Народното читалище е организатор на ежегодното честване на Априлското въстание с театрализирано възпроизвеждане на епизоди от него по сценарий на Петко Теофилов с художествено оформление и режисура на Недельо Меслеков.
При подновяването на дейността на театралния колектив през 50-те години XX век в постановките на „Майстори“ от Рачо Стоянов и „Свекърва“ от Антон Страшимиров правят забележително впечатление актьорските изпълнения на Недельо Меслеков, Райна Косева (1903 – 1986) и Александър Божинов. В тези представления нееднократно Дечо е и режисьор и художник-постановчик.
Недельо Меслеков е измежду съмишлениците на Райна Кацарова за провеждането в Копривщица на Националния събор на българското народно творчество. Те са ген. Иван Врачев, Петко Теофилов, поетът Веселин Андреев, Анна Каменова, Тодор Тумангелов, Андон Брайков и други ентусиасти.
Първоначалната идея за провеждането на традиционната изява Мегданско хоро дава градското читалище в лицето на тогавашния негов председател Недельо Меслеков. Преди да стане общоградско събитие, то се провежда последователно във всяка махала на града.Като постановчик на театралните спектакли и мегданските изяви на площад „20-ти Април“ Недельо Меслеков е наследен след смъртта му от Виргиния Матеева.